# Zach Johnson
Zach Johnson (* 24. Februar 1976 in Iowa City, Iowa) ist ein US-amerikanischer Profigolfer der PGA Tour. Er gehört zum Kreis der Major-Gewinner.

## Werdegang
Er wuchs in Cedar Rapids, Iowa auf und entwickelte sein Golfspiel im Elmcrest Country Club. Nach dem Besuch der Drake University wurde Johnson im Jahre 1998 Berufsgolfer.
Er begann auf regionalen Turnierserien der dritten Leistungsebene, wie der Prairie Golf Tour und der NGA Hooters Tour, mit insgesamt sieben Siegen. Danach bespielte er die zweitgereihte Nationwide Tour, wo Johnson zweimal erfolgreich war und sich für die große PGA Tour qualifizierte. In seiner ersten Saison (2004) gelang ihm der Titelgewinn bei den BellSouth Classic und dank zahlreicher Spitzenplatzierungen erreichte er den zeitweiligen Aufstieg unter die Top 50 der Golfweltrangliste. Dieses Ranking ermöglichte Johnson die Teilnahme an den Majors und den hochdotierten Events der World-Golf-Championships-Turnierserie. Zudem stand er im US-amerikanischen Ryder Cup Team 2006. Im April 2007 gewann Johnson das Masters in Augusta, eines der vier Major-Turniere. Im Juli 2015 gewann er im Royal and Ancient Golf Club of St Andrews die Open Championship, sein zweites Major.
Johnson ist mit seiner Frau Kim seit 2003 verheiratet und hat mit ihr drei Kinder, Tochter Abby Jane und die Söhne Will und Wyatt.

## Turniersiege

### Major-Championship-Siege (2)
- 2007: The Masters Tournament
- 2015: The Open Championship

### PGA-Tour-Siege (10)
- 2004: BellSouth Classic
- 2007: AT&T Classic
- 2008: Valero Texas Open
- 2009: Sony Open in Hawaii, Valero Texas Open
- 2010: Crowne Plaza Invitational at Colonial
- 2012: Crowne Plaza Invitational at Colonial, John Deere Classic
- 2013: BMW Championship
- 2014: Hyundai Tournament of Champions

### Nationwide-Tour-Siege(2)
- 2003: Rheem Classic, Envirocare Utah Classic

### Weitere Turniersiege (9)
- 1998: 1 Prairie Golf Tour Event
- 1999: 2 Prairie Golf Tour Events
- 2001: Iowa Open, 3 NGA Hooters Tour Events
- 2002: Iowa Open, 1 NGA Hooters Tour Event
- 2006: Wendy’s 3-Tour Challenge (mit Stewart Cink und Scott Verplank)
- 2011: CVS Caremark Charity Classic (mit Matt Kuchar)
- 2013: Northwestern Mutual World Challenge

## Resultate bei Major Championships
| Turnier               | 2004 | 2005 | 2006 | 2007 | 2008 | 2009 | 2010 | 2011 | 2012 | 2013 | 2014 | 2015 | 2016 | 2017 | 2018 |
| --------------------- | ---- | ---- | ---- | ---- | ---- | ---- | ---- | ---- | ---- | ---- | ---- | ---- | ---- | ---- | ---- |
| The Masters           | DNP  | CUT  | T32  | 1    | T20  | CUT  | 42   | CUT  | T32  | T35  | CUT  | T9   | CUT  | CUT  | T36  |
| US Open               | T48  | CUT  | CUT  | T45  | CUT  | CUT  | T77  | T30  | T41  | CUT  | T40  | T72  | T8   | T27  | T12  |
| The Open Championship | CUT  | CUT  | CUT  | T20  | T51  | T47  | T76  | T16  | T9   | T6   | T47  | 1    | T12  | T14  | T17  |
| PGA Championship      | T37  | T17  | CUT  | CUT  | CUT  | T10  | T3   | T59  | 70   | T8   | T70  | CUT  | T33  | T48  | T19  |

| Turnier               | 2019 | 2020 | 2021 | 2022 | 2023 | 2024 | 2025 |
| --------------------- | ---- | ---- | ---- | ---- | ---- | ---- | ---- |
| The Masters           | T58  | T51  | CUT  | CUT  | T34  | CUT  | T8   |
| PGA Championship      | T54  | CUT  | CUT  | CUT  | T58  | DNP  | DNP  |
| US Open               | T12  | CUT  | DNP  | DNP  | DNP  | DNP  | DNP  |
| The Open Championship | CUT  | KT   | DNP  | CUT  | T55  | CUT  | CUT  |

LA= Bester Amateur

DNP = nicht teilgenommen

CUT = Cut nicht geschafft

„T“ geteilte Platzierung

KT = Kein Turnier (Ausfall wegen Covid-19)

Grüner Hintergrund für Sieg

Gelber Hintergrund für Top 10.

## Teilnahme an Mannschaftswettbewerben
- Ryder Cup: 2006, 2010, 2012, 2014, 2016 (Sieger)
- Presidents Cup: 2007 (Sieger), 2009 (Sieger), 2013 (Sieger), 2015 (Sieger)